# Telemare (Friuli-Venezia Giulia)
Telemare è un'emittente televisiva locale del Friuli-Venezia Giulia con sede a Gorizia dal 2002, nata a Monfalcone nel 1980.
Il segnale è diffuso nell'intera regione (dove è visibile al canale LCN 18), oltre che in parti della Slovenia occidentale del Veneto. L'emittente si definisce transfrontaliera e si pone l'obiettivo di fornire produzioni soprattutto a tema informativo locale e culturale nelle lingue storiche del territorio di appartenenza. Prediligendo soprattutto le trasmissioni in lingua slovena, ha avviato un appuntamento settimanale in lingua friulana.
La rete è di proprietà della società G.S.G. Groupe Space Globe Mitteleuropa s.r.l., presieduta da Maria Ferletič, che è anche una delle annunciatrici del telegiornale quotidiano.
Il direttore della testata giornalistica è Marcello Cervo.